# Туэ Чунг
Туэ Чунг Тхыонг Ши (вьет. Tuệ Trung Thượng Sĩ, кит. упр. 慧中上士, пиньинь Huìzhòng Shàngshì, буквально: «Возвышенный муж Туэ Чунг»; настоящее имя Чан Куок Тунг (вьет. Trần Quốc Tung), сокращенно Чан Тунг; 1230—1291) — один из наиболее значимых деятелей буддизма в средневековом Вьетнаме. Крупный наставник и поэт.

## Биография
В миру Чан Тунг (вьет. Trần Tung), мастер Туэ Чунг был старшим сыном в одной из ветвей императорского дома Чан, возглавлявшего Дайвьет. Он был старшим братом Чан Хынг Дао, командовавшего военными действиями при отражении монгольского нашествия, а также Нгуен Тхань Тхьен Кам, супруги и матери королей Вьетнама.
В боевых действиях при отражении монгольской агрессии 1285—1288 годов, Чан Тунг участвовал в качестве одного из полководцев.
После победы над врагом он отошёл от мирских занятий и предался буддизму.
Его учителем был монах Тьеу Дао, и Туэ Чунг считается его самым выдающимся учеником. Он не покинул дом и не ушёл в монастырь, однако его знания и способность объяснять буддийские истины создали его огромную славу буддийского патриарха.
Он считается учителем Чан Нян Тонга, впоследствии, в 1295 году ушедшего в монахи короля Вьетнама, в своё время также победителя монгольских войск, а далее чаньского патриарха, ставшего также одним из крупнейших буддийских деятелей в истории Вьетнама, основателя традиции буддизма Чук Лам.

## Учение
Школа, в духе которой учил Туэ Чунг, была вьетнамским изводом школы чань (тхиен), ведущей линию передачи от китайского эмигранта во Вьетнам, У Яньтуна (ум. 826) из монастыря Шуанлинь в Чжэцзяне или Вэйчуане.
У Яньтун из Гуанчжоу был учеником Байчжана Хуайхая, от которого также ведут свои линии школы Линьцзи и Цаодун. Вьетнамская школа У Яньтун носила его имя вплоть до Чан Нян Тонга, короля-ученика Туэ Чунга.
При этом очевидно восхождение ряда суждений Туэ Чунга к Мадхьямике Нагарджуны, и характерное парадоксальное пренебрежение к формальной медитации и образам, роднящее чань с даосизмом.

## Наследие
Основное произведение Туэ Чунга, «Аналекты Туэ Чунг Тхыонг Ши», где буддийские истины преподаются в форме диалога, сохранилось, хотя и претерпело изменения. Также осталось значительное число его стихотворных произведений.
В его Аналектах много внимания уделяется недвойственности, прекращению разделения на чистоту и грязь, правду и ложь.
Туэ Чунг также стал героем легенд, из которых самая известная — о том, как в ответ на вопрос о сущности буддизма он стал ходить по конскому навозу. Он также считался полностью пробуждённым существом.
В XX веке он становится одним из основных фигур, к которым обращается в своих книгах международно известный вьетнамский мастер буддизма Тхить Нят Хань.